# Cork Airport
Cork Airport (IATA: ORK, ICAO: EICK) er en lufthavn i Irland. Den er beliggende seks kilometer syd fra centrum af Cork i den sydlige del af landet. 
I 2014 ekspederede lufthavnen 2.144.476 passagerer, hvilket gjorde den til Irlands anden travleste efter Dublin og foran Shannon Airport.